# Scheloribates obtusus
Scheloribates obtusus är en kvalsterart som beskrevs av Pletzen 1963. Scheloribates obtusus ingår i släktet Scheloribates och familjen Scheloribatidae. Inga underarter finns listade i Catalogue of Life.